# سيدي الطيبي
سيدي الطيبي هي قرية مغربية بإقليم القنيطرة الساحلي، شمالي الرباط. تضم بلدة سيدي الطيبي 19.979 نسمة (إحصاء 2004).